# Cyerce elegans
Cyerce elegans je vrsta morskog puža bez oklopa, reda Sacoglossa i porodice Caliphyllidae.
Kao i drugi pripadnici Sacoglossa, hrane se algama, iz kojih crpe kloroplast. Dobiveni kloroplast održavaju aktivnim unutar tijela od nekoliko sati do nekoliko mjeseci, dok u to vrijeme metaboliziraju produkte fotosinteze koje im konzumirane organele proizvode.

## Rasprostranjenost
OBIS bilježi prisutnost diljem južne polutke, no pretežito u Tihom oceanu; kod otoka Nove Kaledonije, Vanuatua, Fidžija i Havajskog otočja. Također su zapaženi i na Mauricijusu te na istočnoj obali Afrike, kao i drugim lokacijama diljem svijeta.